# 다키스트 던전
《다키스트 던전》(Darkest Dungeon)은 레드훅 스튜디오에서 제작한 인디 로그류 게임이다. 플레이어의 부자 친척이 영지의 오래된 비밀을 발굴하다 그 끔찍한 진실에 의해 미쳐 사망하고, 재산을 상속받은 플레이어는 영지의 비밀을 풀고 가문을 다시 일으키기 위하여 영지 주변의 던전들을 탐험하게 된다.
게임은 기본적으로 횡스크롤 턴제 로그류 게임이며, 고딕소설적 전통을 따르고 있다. 플레이어는 짐마차를 통해 오는 영웅 캐릭터들을 고용해서 던전들을 탐험하며, 플레이어는 캐릭터로써 직접 탐험하는 것 대신 영웅들에게 명령을 내릴 수 있다. 영웅 캐릭터의 종류에는 총 15개가 있으며, 각 영웅의 종류마다 능력치와 특징, 사용할 수 있는 기술 등이 다르다. 중보병, 나병환자, 석궁사수, 성녀, 신비학자, 도굴꾼, 성기사, 노상강도, 괴인 등이 있다.
던전에 진입하기 위한 영웅들의 파티는 총 4명으로 구성되며 각 캐릭터들이 자리한 위치마다 사용할 수 있는 기술이 제한되어 있으므로 각 캐릭터의 특성을 잘 파악하고 정확한 열에 세우는 것이 중요하다.
이 게임이 다른 롤플레잉과 구분되는 가장 큰 특징은 "스트레스" 요소의 도입이다. 불이 어두워지거나 적에게 치명타를 맞는 등 여러 가지 부정적인 상황을 마주하면 영웅들은 스트레스를 받게 되며, 그 수치가 100에 달하면 캐릭터는 붕괴(Affliction) 상태에 들게 된다. 이 때 낮은 확률로 고통을 이겨내면 긍정적 능력을 얻을 수도 있지만, 대부분 좌절하고 피해망상, 절망, 공포, 피학증 등 부정적 능력이 발현된다.

## 평가
| 평가 |         |
| --- | ------- |
| 통합 점수 통합사 점수 메타크리틱 84% [ 1 ] 평론 점수 평론사 점수 디스트럭토이드 8/10 [ 2 ] 게임 인포머 9.25/10 [ 3 ] IGN 9.1/10 [ 4 ] PC 게이머 (US) 88/100 [ 5 ] Hardcore Gamer 4/5 [ 6 ] |         |
| 통합 점수 |         |
| 통합사 | 점수    |
| 메타크리틱 | 84%     |
| 평론 점수 |         |
| 평론사 | 점수    |
| 디스트럭토이드 | 8/10    |
| 게임 인포머 | 9.25/10 |
| IGN | 9.1/10  |
| PC 게이머 (US) | 88/100  |
| Hardcore Gamer | 4/5     |